# Kim Eui-tae
Dans ce nom coréen, le nom de famille, Kim, précède le nom personnel.
Kim Eui-Tae, né le 2 juin 1941, est un judoka sud-coréen.
Médaillé de bronze toutes catégories aux Championnats du monde de judo 1961 à Paris, il est ensuite troisième des Jeux olympiques d'été de 1964 à Tokyo en catégorie des moins de 80 kg. Il obtient une nouvelle médaille de bronze en moins de 80 kg aux Championnats du monde de judo 1965 à Rio de Janeiro.